# Jean Viollier
Pour les articles homonymes, voir Viollier.
Jean Viollier, né à Cologny près de Genève le 24 juillet 1896 et mort à Paris le 19 mai 1985, est un artiste peintre vaudois.

## Biographie
Jean Viollier est né le 24 juillet 1896 à Cologny, il est le fils d'Auguste Constantin Viollier. Il commence à sculpter en 1915 à l'École des Beaux-Arts à Genève. Il s'établit en 1924 à Paris, expose dans la galerie Léonce Rosenberg comme Léger, Chirico et Picabia et participe au mouvement surréaliste. De retour à Genève en 1932, il y découvre le réalisme et peint en s'inspirant de paysages campagnards. 
En 1937, Jean Viollier s'établit à Pully, séduit par les paysages de Lavaux. Il y peindra entre autres trois grands panneaux à la gloire des activités vigneronnes pour la salle du Prieuré de Pully. 
Reparti à Paris en 1950, il peint avec passion la vie parisienne, alternant avec des tableaux lémaniques composés pendant ses vacances estivales.
Il est mort le 19 mai 1985 à Paris.

## Sources
- « Jean Viollier », sur la base de données des personnalités vaudoises sur la plateforme « Patrinum » de la Bibliothèque cantonale et universitaire de Lausanne.
- Dossier ATS/ACV
- Jean Viollier (1896-1985) : huiles, gouaches, encres, lavis, dessins et aquarelles, Lausanne, 2002
- Evelyn Yeatman, VIOLLIER, Slatkine